# Renaud Capuçon
Renaud Capuçon (* 27. ledna 1976 Chambéry) je francouzský houslista. Jeho bratrem je violoncellista Gautier Capuçon.

## Životopis
Narodil se ve francouzském městě Chambéry, kde už ve čtyřech letech začal studovat na místní konzervatoři. Ve čtrnácti letech odešel na Národní konzervatoř hudby a tance v Paříži, kde studoval u Gérarda Pouleta a Vedy Reynolds. Odnesl si odtud ceny pro nejlepší komorní hudbu (1992) a nejlepšího houslistu (1993). Na tuto konzervatoř později chodil i jeho bratr. Dále studoval u Thomase Brandise a Isaaca Sterna. V roce 1996 založil vlastní festival v La Ravoire (ukončen roku 2010). O rok později získal cenu Berlínské akademie umění a začal hrát v orchestru Claudia Abbada, kde se setkal s dirigenty Pierrem Boulezem, Danielem Barenboimem, Seiji Ozawou a Franz Welser-Möstem. V té době začal také vystupovat jako sólista a komorní hudebník a hrál např. s Hélène Grimaud, Gérardem Caussé nebo svým bratrem.
V letech 2000-2006 byl nominován na několik cen v Victoires de la Musique a Société des auteurs, compositeurs et éditeurs de musique.
S významnějším orchestrem si poprvé zahrál v roce 2002, a to s berlínským. Od té doby hrál s např. francouzským, různými americkými (chicagský, bostonský, filadelfský...) atd.
Nahrál komorní díla skladatelů jako Ravel, Schubert, Bramhs, ale také houslové koncerty, např. od Schumanna nebo Mendelssohna.
Účinkoval ve filmu 7.57 am-pm (režisér Simon Lelouch), kde v pařížském metru zahrál skladbu Melody of Orpheus od Glucka.
V roce 2011 mu byl udělen Rytíř (Chevalier) francouzského Národního řádu za zásluhy.

## Housle
Od roku 2005 hraje na housle "Panette" od rodiny Guarneri, na které hrál Isaac Stern. Dříve používal také od Vuillauma, Guadagniniho a od Stradivaria.

## Ocenění
- První cena, Komorní hudba, Národní konzervatoř hudby a tance v Paříži, 1992
- První cena, Housle, Národní konzervatoř hudby a tance v Paříži, 1993
- Cena Talent roku, Victoires de la Musique, 2000
- Cena Nejlepší instrumentální sólista, Victoires de la Musique, 2005
- Cena George Enescu, Société des auteurs, compositeurs et éditeurs de musique, 2006